# Widzialny Wszechświat
Widzialny (obserwowalny) Wszechświat – obszar Wszechświata, wraz ze znajdującą się w nim materią, który jest możliwy do zaobserwowania z Ziemi w chwili obecnej. Widzialny Wszechświat jest ograniczony z uwagi na fakt, iż światło lub inne sygnały są w stanie dotrzeć do ziemskiego obserwatora z okresu nie wcześniejszego od początku Wielkiego Wybuchu.
Przyjmując jednorodność i izotropowość Wszechświata, jego widzialny obszar można określić jako sferę, w której środku znajduje się obserwator. Prowadzi to do wniosku, że każde położenie we Wszechświecie posiada własny Widzialny Wszechświat.

## Rozmiar

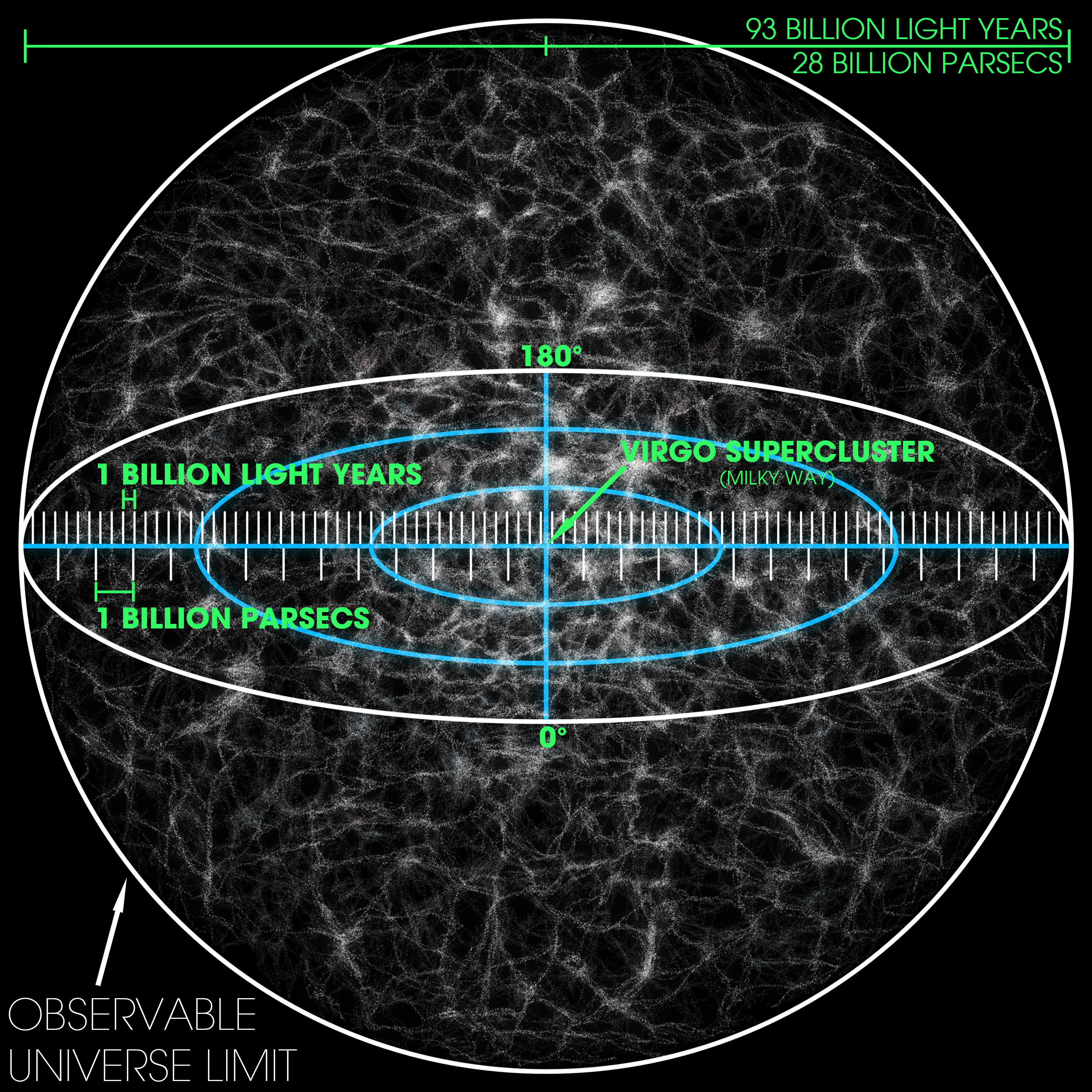
Wizualizacja 92 miliardów lat świetlnych – trójwymiarowy Widzialny Wszechświat. Kropki reprezentują skupiska supergromad, Supergromada w Pannie (zawierająca Drogę Mleczną) znajduje się w centrum, ale jest za mała, aby być widoczną w tej skali.

Współrzędne współporuszające się z Ziemi do granic widocznego Wszechświata wynoszą około 14 miliardów parseków (4,6 ×1010 lat świetlnych) w każdym kierunku, co daje średnicę obserwowalnego Wszechświata równą około 92 miliardy lat świetlnych, czyli 8,8 ×1026 metrów (880 jottametrów). Należy zwrócić uwagę, że powyższe wielkości określają maksymalną odległość, dla jakiej zdarzenia mogą być obserwowane w chwili obecnej, czyli jednocześnie wyznaczają granice horyzontu cząstek, wewnątrz którego cząstki są w kontakcie przyczynowo-skutkowym.
Szacuje się, że widzialny Wszechświat zawiera 300 tryliardów gwiazd (3 ×1023) składających się na 350 miliardów dużych galaktyk oraz 3,5 biliona galaktyk karłowatych. Te wszystkie galaktyki tworzą 25 miliardów grup galaktyk zawartych w 10 milionach supergromad galaktyk.
Paul Dirac zauważył zależności, związane z rzędem wielkości 1039, który pojawia się dla stosunków pewnych wielkości fizycznych:
- rząd wielkości stosunku natężenia pola elektrycznego do grawitacyjnego (na przykład w oddziaływaniu między elektronem i protonem) sięga 1039
- rząd wielkości stosunku promienia obserwowalnego Wszechświata do promienia protonu wynosi 1039
- rząd wielkości liczby atomów w obserwowalnym Wszechświecie jest równy około 10(2×39)

### Inne odległości
Z prawa Hubble’a wynika, że prędkość ucieczki galaktyk {\displaystyle v} jest proporcjonalna do odległości między nimi {\displaystyle r,} a stałą proporcjonalności jest stała Hubble’a {\displaystyle H_{0}{:}}
{\displaystyle v=H_{0}r}
Ponieważ dla widzialnego Wszechświata {\displaystyle v} nie może przekroczyć prędkości światła w próżni {\displaystyle c,} stąd ze wzoru:
{\displaystyle r=c/H_{0}}
otrzymuje się wartość {\displaystyle r} równą ok. 1,3 ×1010 lat świetlnych, co jest największą występującą w obserwowalnym Wszechświecie odległością dwóch punktów. Odnosząc to do sfery, wielkość ta określa odległość obserwatora od jego antypody.